# Nemoria nympharia
Nemoria nympharia är en fjärilsart som beskrevs av William Schaus 1912. Nemoria nympharia ingår i släktet Nemoria och familjen mätare. Inga underarter finns listade i Catalogue of Life.